# Территория Дакота
Территория Дакота — организованная инкорпорированная территория США, существовавшая со 2 марта 1861 года по 2 ноября 1889 года, когда её остатки были разделены и включены в состав штатов Северная и Южная Дакота.

## История

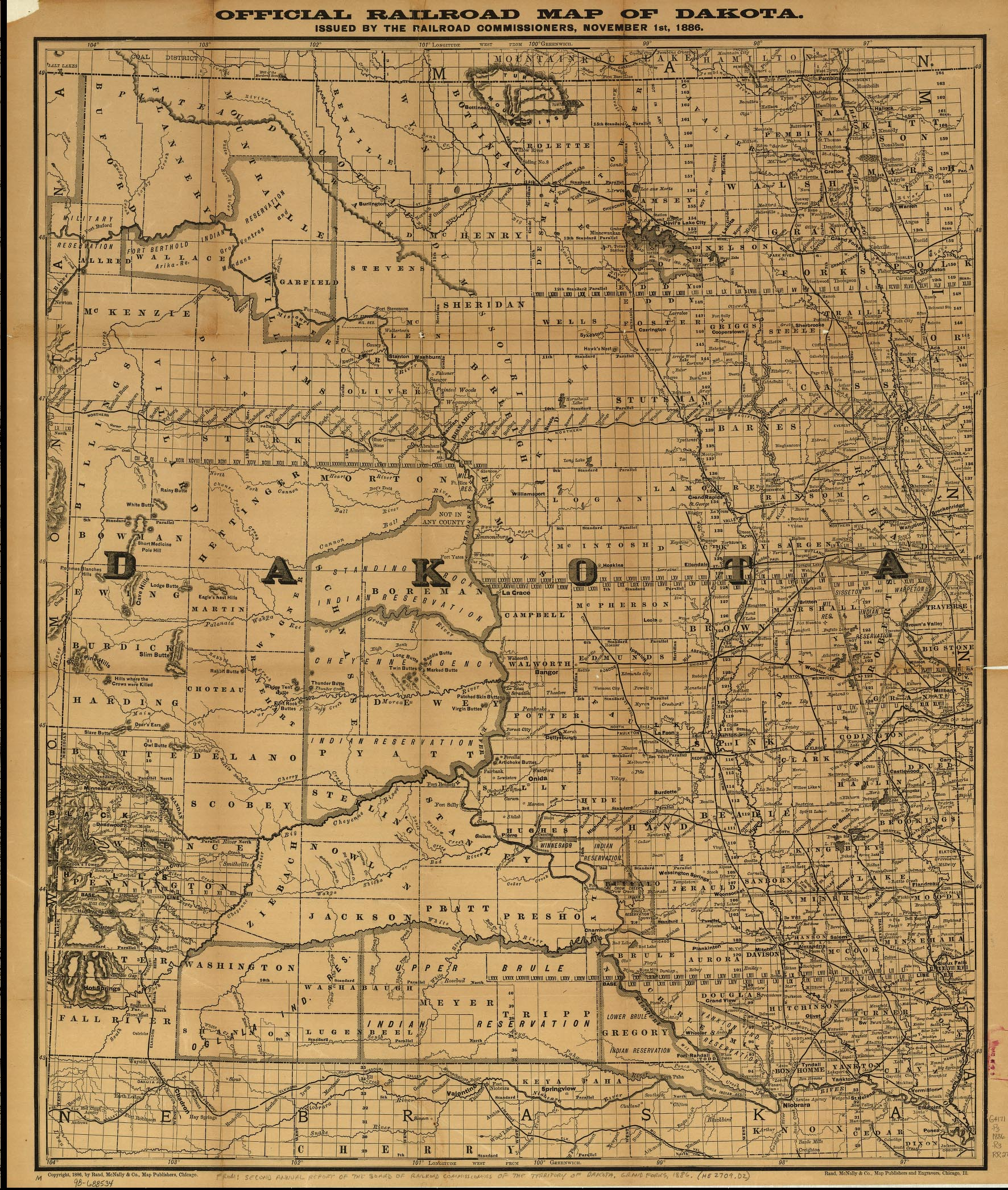
Карта Территории Дакота 1886 года

Территория Дакота представляла собой самую северную часть земель, приобретенных США в результате Луизианской покупки. Её название происходит от названия племени Дакота — ветви племен Сиу, населявших эту территорию в то время. Значительная часть новообразованной Территории Дакота ранее входила в состав территорий Миннесота и Небраска. После получения Миннесотой статуса штата в 1858 году земли между западной границей нового штата и рекой Миссури остались неорганизованными, а после подписания в этом же году Янктонского договора, по которому бывшие земли племени Лакота переходили под управление правительства США, поселенцы, занимавшие все эти оставшиеся неорганизованными земли, начали добиваться придания им статуса Территории. Три года спустя Территория Дакота была создана официально.
На момент создания, Территория Дакота, помимо будущих Северной и Южной Дакоты, включала в себя современные штаты Монтана и Вайоминг. К 1868 году создание новых территорий сократило Территорию Дакота до современных границ обеих Дакот. Границы округов внутри территории были определены в 1872 году.
Столицей территории с 1861 до 1883 года был Янктон, затем столица была перенесена в Бисмарк. 2 ноября 1889 года территория была разделена на два штата — Северная и Южная Дакота. Основной причиной создания двух штатов, а не одного стало то обстоятельство, что два главных центра населенности разделяемой территории находились на её севере и юге и отстояли друг от друга на сотни километров. Другим обстоятельством стало давление со стороны Республиканской партии, рассчитывавшей путём создания двух штатов упрочить свои позиции в Сенате.